# Marah (genre)
Pour les articles homonymes, voir Marah (homonymie).
Genre
Marah est un genre de plantes à fleurs de la famille des Cucurbitaceae.

## Espèces
Selon Plants of the World Online
- Marah fabacea (Naudin) Greene
- Marah gilensis (Greene) Greene
- MMarah guadalupensis (S.Watson) Greene
- Marah horrida (Congdon) Dunn
- Marah micrantha Dunn
- Marah macrocarpa (Greene) Greene
- Marah oregana (Torr. & A. Gray) Howell
- Marah watsonii (Cogn.) Greene

## Galerie

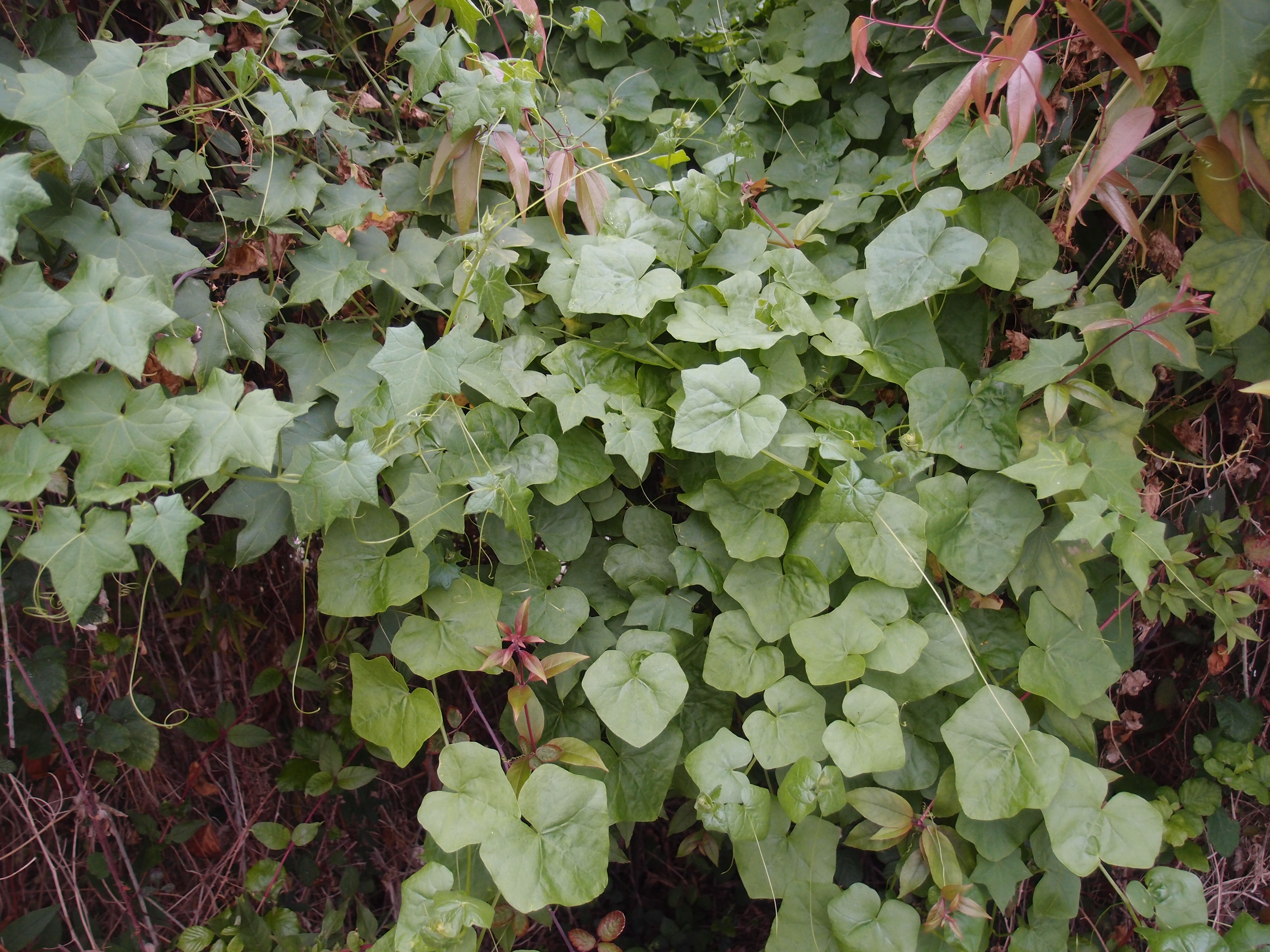
Marah fabacea au jardin jungle
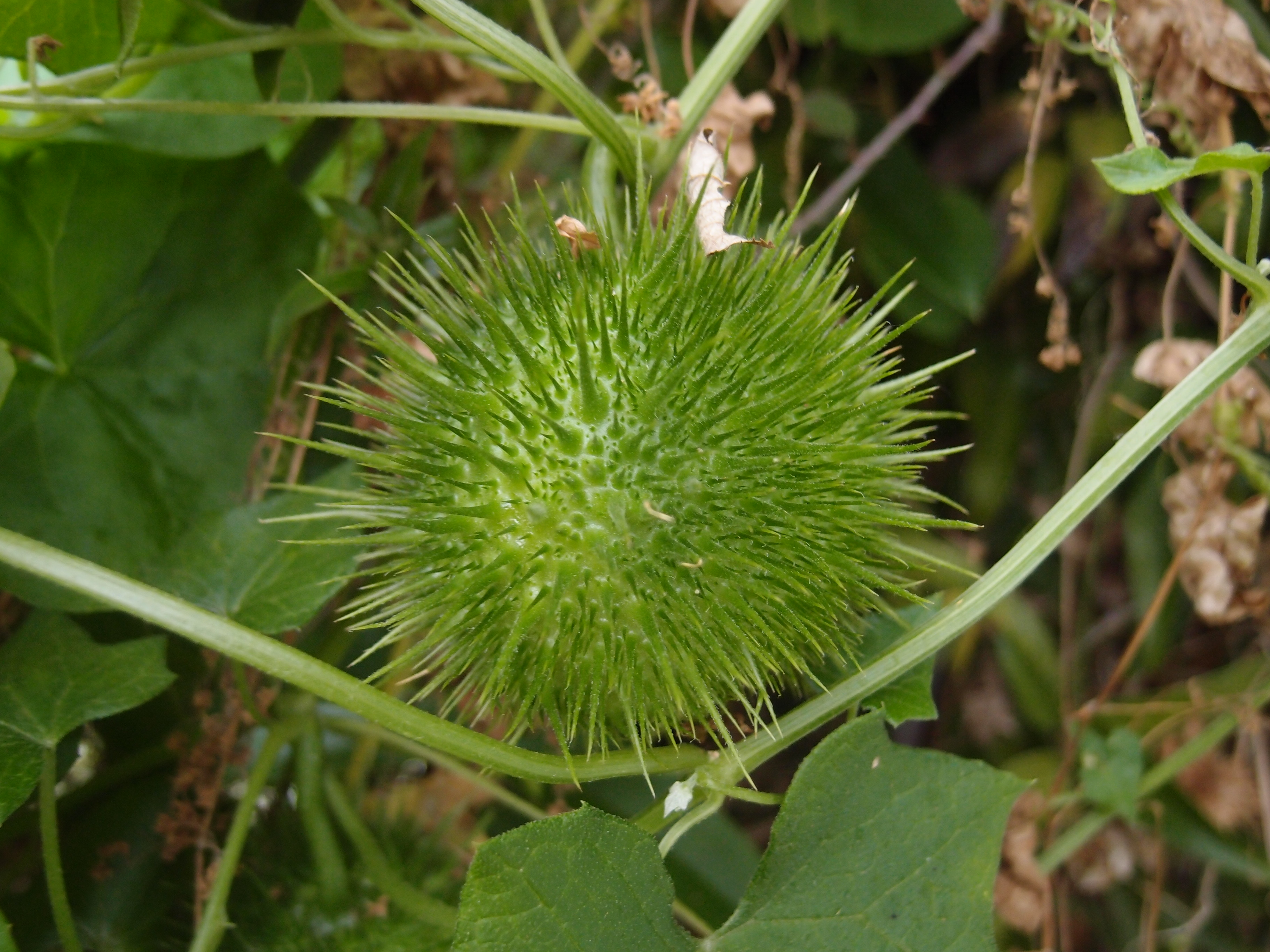
Fruit de Marah fabacea au jardin jungle